# Fred (film)
Pour les articles homonymes, voir Fred.
Pour plus de détails, voir Fiche technique et Distribution.
Fred est un film français de Pierre Jolivet sorti en 1997.

## Synopsis
Fred, la trentaine, grutier qualifié, est au chômage. Sa compagne Lisa travaille dans un laboratoire d'analyses médicales. Elle soutient son homme, inactif malgré lui, de son amour, même si l'ambiance est de plus en plus pesante. Une nuit d'insomnie Fred entend un camion s'arrêter devant la maison de son ami Michel, chauffeur routier. Le lendemain, Michel lui propose de lui rendre service contre une mince rétribution. Il accepte de convoyer ce fameux camion dans un entrepôt. Sans le savoir, il vient de mettre le pied dans un engrenage.

## Fiche technique
- Titre : Fred
- Réalisation : Pierre Jolivet
- Scénario : Pierre Jolivet et Simon Michaël
- Production : Alain Sarde
- Producteurs exécutifs : Bertrand Tavernier et Frédéric Bourboulon
- Photographie : Patrick Blossier
- Son : Pierre Excoffier, William Flageollet et Laurent Zeilig
- Montage : Luc Barnier, Tina Baz-Le Gal, Éric Boudet, Marie Lecoeur et Luan Rama
- Direction artistique : Sylvie Salmon, assistée de Gérard Drolon
- Musique originale : Jannick Top (compos, impros, mix) et Serge Perathoner (record, mix)
- Sociétés de productions : Les Films Alain Sarde et Little Bear
- Société de distribution : BAC Films
- Pays de production :  France
- Langue : français
- Format : couleurs
- Genre : thriller
- Durée : 84 minutes
- Dates de sortie : 
  - France : 12 mars 1997
  - Belgique : 10 septembre 1997

## Distribution
- Vincent Lindon : Fred
- Clotilde Courau : Lisa
- François Berléand : Barrère
- Stéphane Jobert : Michel
- Albert Dray : Yvan
- Roschdy Zem : Nouchi
- Catherine Hiegel : Madame Mandor
- Laura Favali : Jeanne
- Frédéric Witta et Eric Challier : les connards de Juvisy
- Francis Frappat : Jacquart
- Carine Lemaire : Corinne
- Kevin Morice : Kevin
- Atmen Kelif : Ali
- Daniel Martin : l'entrepreneur
- Georges Beauvilliers : le contremaître
- Benjamin Rataud : le vigile
- David Marouani : le caissier de la station-service
- Joël Chapron : un flic